# Heather Hemmens
Heather Hemmens (Maine, 10 de julho de 1988) é uma atriz, diretora e produtora estadunidense conhecida pelo seu papel de Alice Verdura em Hellcats.

## Biografia
A sua mãe é costa-riquenha. Foi criada mas florestas de Waldo, Maine com os seus dois irmão mais velhos e irmã mais velha, numa casa em que a eletricidade era produzida por um gerador, o aquecimento era a lenha e não tinha água corrente. Heather andou na Mount View High School em Thorndike, Maine, antes de receber uma bolsa em artes para a Walnut Hill School perto de Boston. Mudou-se mais tarde para Los Angeles para prosseguir com a sua carreira de atriz.
Ela é cinturão negro em artes marciais e treino de armas.

## Carreira
Em 2010, Hemmens foi escolhida para interpretar o papel de Alice Verdura na série Hellcats, uma dramédia sobre a competitividade das claques na universidade, com produção executiva de Tom Welling. Ela também realizou e produziu curtas metragens como Perils of an Active Mind e Designated que estrearam em 2010.
Em 2014 foi confirmada para fazer o papel de Maggie na série The Vampire Diaries sua primeira aparição será na 5ª Temporada episódio 19.